# ERBE
ERBE 1950 januárjától 1992 szeptemberéig Erőmű Beruházási Vállalat, majd 1992. október 1-jével korlátolt felelősségű társasággá alakult ERBE Energetika Mérnökiroda néven. A társaság 2008 januárjától MVM ERBE Zrt. néven működik.

## Története
Az ERBE 1950 januárjában kezdte meg működését, tevékenységi köre az alapítólevél szerint kiterjedt az erőművek megbízás alapján történő beruházására, erőművi berendezések és anyagok minőség-ellenőrzésére és az ezekkel összefüggő szakértői feladatok ellátására, továbbá az erőművi beruházások során szükségessé váló szolgáltatási, javítási és anyagértékesítési tevékenységre, valamint a technológiai szerelési munkálatokban való közreműködésre, illetőleg az erőművi berendezések üzembehelyezésére.
A vállalat az 1968. évtől jogot kapott komplett erőművek, valamint erőművi berendezések importjára is.
Az ERBE hozta létre a Paksi Atomerőmű négy blokkjának főszállítói szerződéseit, valamint 1985-ig irányította is az építés-szerelési, illetve az üzembe helyezési munkákat. Ezen felül működésének első 50 éve során részt vett több tucat magyarországi erőmű építésében, a magyar villamosenergia-rendszer fejlesztési programjainak megvalósításában, valamint külföldi erőművek létesítésében és a nukleáris technika magyarországi kísérleti, illetve erőművi létesítményeinek építésében.
Az Erőmű Beruházási Vállalat privatizációja 1991 és 1993 között ment végbe, tulajdonosa 1993-tól a Magyar Villamos Művek Részvénytársaság. 
Az ERBE 1995-ben kezdte meg minőségbiztosítási rendszerének kiépítését, s bevezette a ISO 9001 szabvány szerinti minőségbiztosítási rendszert, ennek tanúsítását 1996 októberében végezte az SGS, a rendszert 1998-ban a Paksi Atomerőmű Rt. felülvizsgálta, majd a PA Rt. 87. VU. követelményei szerint minősítette és tanúsította. 
1995-ben a cég bekerült a "Central Consultancy Register - Phare/TACIS" névjegyzékbe. 2001-től folyamatosan elnyerte a Közbeszerzési Tanács Minősített Beszállítója címet. 2008 márciusában kapta meg a "Kiemelt Szállító" díját a Paksi Atomerőmű Zrt.-től. 